# Festival Off and Back

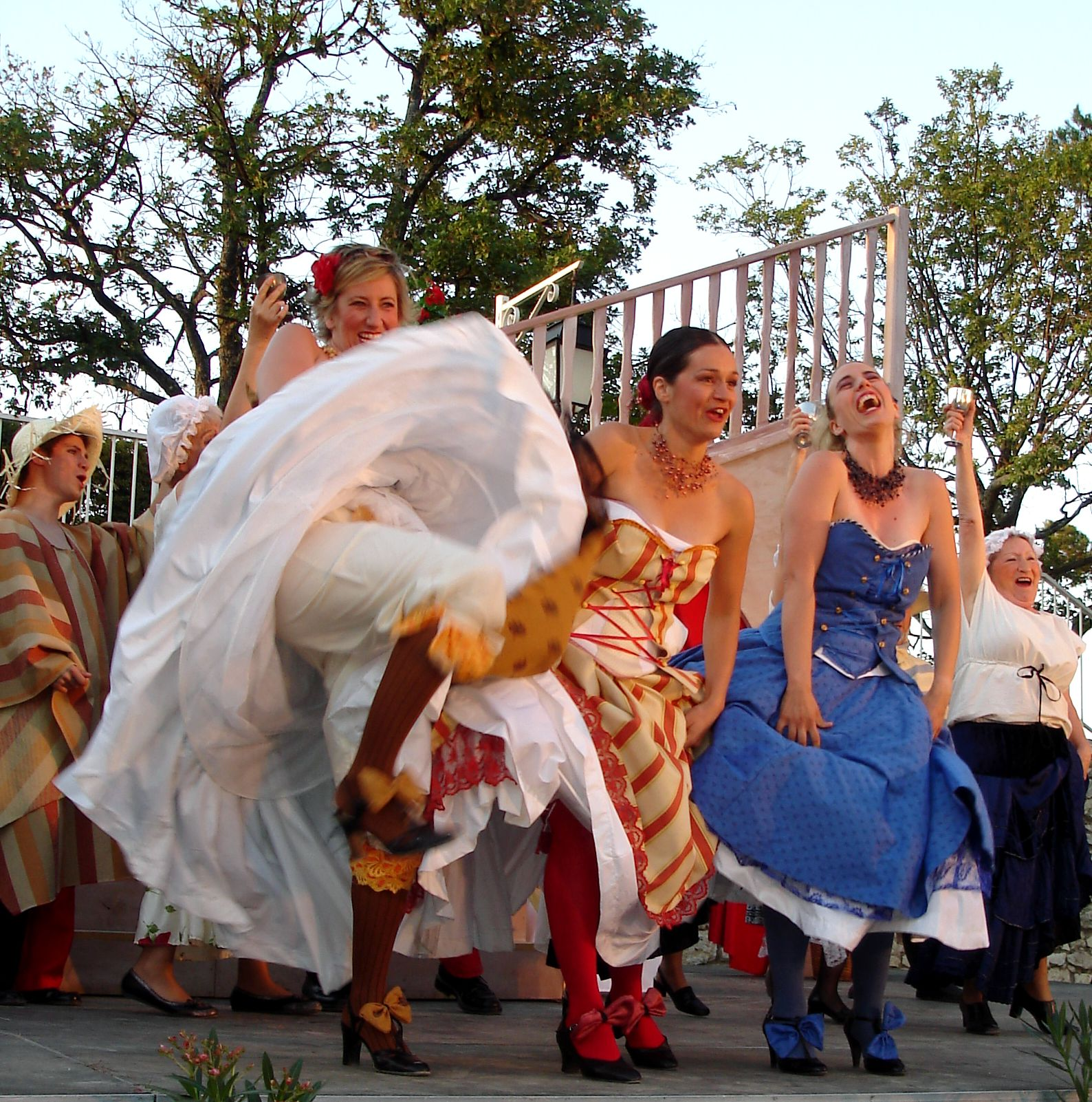

Le Festival Off and Back est consacré essentiellement au compositeur Jacques Offenbach, créé en 2006 sur la commune de Venelles avec une production de Monsieur Choufleuri restera chez lui le....
En 2007, le festival s'est aussi implanté sur le site de Pont-Royal (commune de Mallemort) avec une production très remarquée de la Périchole avec Marie-ange Todorovitch et Marc Barrard.
Ce dernier a permis à la commune de Venelles de rendre un hommage appuyé à l'acteur Fernand Charpin puisque Marc Barrard devait reprendre en septembre 2007, aux côtés de Roberto Alagna, le rôle de Panisse.